# Ятвезь (Барановичский район)
Ятвезь (бел. Ятвезь) — деревня в Барановичском районе Брестской области Белоруссии. Входит в состав Крошинского сельсовета. Население — 72 человека (2019).

## Этимология
Название образовано от имени народов ятвягов, одного из балтских племён. Сведения о них встречаются в период X—XVI веков.

## История
По письменным источникам известна с XVI века. как шляхетское имение. В первой половине 1880-х годов в Черниховской волости Новогрудского уезда Минской губернии. На карте 1910 года указана под названием Ятвизь.
С 1921 года в гмине Чернихово Барановичского повета Новогрудского воеводства Польши. С 1939 года в составе БССР. С 15 января 1940 года в Городищенском районе Барановичской, с 8 января 1954 года Брестской областей, с 25 декабря 1962 года в Барановичском районе.
С конца июня 1941 года до 6 июля 1944 года оккупирована немецко-фашистскими захватчиками, убиты 16 человек и разрушено 72 дома.

## Население
| Численность населения (по переписи) | Численность населения (по переписи) | Численность населения (по переписи) | Численность населения (по переписи) | Численность населения (по переписи) | Численность населения (по переписи) | Численность населения (по переписи) | Численность населения (по переписи) | Численность населения (по переписи) |
| 1897                                | 1909                                | 1921                                | 1939                                | 1959                                | 1970                                | 1999                                | 2009                                | 2019                                |
| ----------------------------------- | ----------------------------------- | ----------------------------------- | ----------------------------------- | ----------------------------------- | ----------------------------------- | ----------------------------------- | ----------------------------------- | ----------------------------------- |
| 675                                 | ↘555                                | ↗927                                | ↗982                                | ↘458                                | ↗786                                | ↘227                                | ↘115                                | ↘72                                 |

## Достопримечательности
- Братская могила советских воинов. Похоронены 34 воина (24 известны и 10 неизвестны), погибших в июле 1944 года при освобождении района от немецко-фашистских захватчиков. В 1985 году на могиле установлена стела[7].
- Георгиевская церковь (1994).